# Coelichneumon beatus
Coelichneumon beatus là một loài tò vò trong họ Ichneumonidae.